# あはき師法19条訴訟
あはき師法19条訴訟（あはきしほうじゅうきゅうじょうそしょう）とは、あん摩マツサージ指圧師、はり師、きゆう師等に関する法律（以下「あはき師法」とする。）附則第19条が、職業選択の自由を保障する日本国憲法第22条第1項違反を理由とする法令違憲に当たるか、が争われた訴訟である。

## 概要

### 合憲性が問われた規定
あはき師法は、第2条第1項で、あん摩マツサージ指圧師、はり師、きゆう師の免許制を定め、同条第1項と第3項で、これらの職業に必要な知識及び技能を修得させる養成施設の設置や定員の変更の許可制を定めていた。
その一方で、あはき師法の附則第19条は、「当分の間、文部科学大臣又は厚生労働大臣は、あん摩マツサージ指圧師の総数のうちに視覚障害者以外の者が占める割合、あん摩マツサージ指圧師に係る学校又は養成施設において教育し、又は養成している生徒の総数のうちに視覚障害者以外の者が占める割合その他の事情を勘案して、視覚障害者であるあん摩マツサージ指圧師の生計の維持が著しく困難とならないようにするため必要があると認めるときは、あん摩マツサージ指圧師に係る学校又は養成施設で視覚障害者以外の者を教育し、又は養成するものについての第二条第一項の認定又はその生徒の定員の増加についての同条第三項の承認をしないことができる。」と定めていた。
この規定は、あん摩マツサージ指圧師は、視覚障害がある者にとって古来最も適当な職業とされてきたところ、近時、それ以外の者のため、その職域を圧迫される傾向が著しい状況にあることから、あん摩マツサージ指圧師について視覚障害がある者を優先する措置を講ずる趣旨とされていた。

### 訴訟の経緯
本事件では、学校法人平成医療学園（以下「原告」とする。）が、あはき師法第2条第1項に基づき、視覚障害者以外の者を対象とするあん摩マッサージ指圧師の認定を申請したところ、厚生労働大臣から、視覚障害者であるあん摩マッサージ指圧師の生計の維持が著しく困難とならないようにするため必要があるとして、附則第19条に基づく認定拒否処分を受けた。
これに対して、原告は、認定拒否処分の根拠規定であるあはき師法附則第19条が、職業選択の自由を保障する憲法第22条第1項に違反し無効であるとして、認定拒否処分の取消を請求した。

### 訴訟の経過
第一審判決（東京地判令和元年12月16日民集76巻2号132頁）は、原告の主張を斥けて請求を棄却した。
また、控訴審判決（東京高判令和2年12月8日民集76巻2号181頁）も、原告の控訴を棄却したことから、原告が上告した。

## 上告審判決
2022（令和4）年2月7日、最高裁判所第二小法廷（裁判長：菅野博之）は、あはき師法附則第19条が憲法第22条第1項に違反せず合憲であるとし、原告の上告を棄却した。

### 法廷意見

#### 職業選択の自由に関する違憲審査の枠組み
まず、本判決は、以下のように述べる。
- 「憲法22条1項は、狭義における職業選択の自由のみならず、職業活動の自由も保障しているところ、こうした職業の自由に対する規制措置は事情に応じて各種各様の形をとるため、その同項適合性を一律に論ずることはできず、その適合性は、具体的な規制措置について、規制の目的、必要性、内容、これによって制限される職業の自由の性質、内容及び制限の程度を検討し、これらを比較考量した上で慎重に決定されなければならない。」
- 「この場合、上記のような検討と考量をするのは、第一次的には立法府の権限と責務であり、裁判所としては、規制の目的が公共の福祉に合致するものと認められる以上、そのための規制措置の具体的内容及び必要性と合理性については、立法府の判断がその合理的裁量の範囲にとどまる限り、立法政策上の問題としてこれを尊重すべきものであるところ、その合理的裁量の範囲については、事の性質上おのずから広狭があり得るのであって、裁判所は、具体的な規制の目的、対象、方法等の性質と内容に照らして、これを決すべき」
- 「一般に許可制は、単なる職業活動の内容及び態様に対する規制を超えて、狭義における職業の選択の自由そのものに制約を課するもので、職業の自由に対する強力な制限であるから、その合憲性を肯定し得るためには、原則として、重要な公共の利益のために必要かつ合理的な措置であることを要する」

これらの判断は、従来の職業選択の自由に対する制約の合憲性判断で用いられてきた「薬局距離制限事件」上告審判決の枠組みを踏襲するものである。

#### 本事件における違憲審査の枠組み
続いて、本判決は、あはき師法附則第19条が、「その制定の経緯や内容に照らせば、障害のために従事し得る職業が限られるなどして経済的弱者の立場にある視覚障害がある者を保護するという目的のため、あん摩マッサージ指圧師について、その特性等に着目して、一定以上の障害がある視覚障害者の職域を確保すべく、視覚障害者以外の者等の職業の自由に係る規制を行うもの」とした上で、「上記目的が公共の福祉に合致することは明らかであるところ、当該目的のためにこのような規制措置を講ずる必要があるかどうかや、具体的にどのような規制措置が適切妥当であるかを判断するに当たっては、対象となる社会経済等の実態についての正確な基礎資料を収集した上、多方面にわたりかつ相互に関連する諸条件について、将来予測を含む専門的、技術的な評価を加え、これに基づき、視覚障害がある者についていかなる方法でどの程度の保護を図るのが相当であるかという、社会福祉、社会経済、国家財政等の国政全般からの総合的な政策判断を行うことを必要とするものである。このような規制措置の必要性及び合理性については、立法府の政策的、技術的な判断に委ねるべきものであり、裁判所は、基本的にはその裁量的判断を尊重すべきものと解される」と論じ、「重要な公共の利益のために必要かつ合理的な措置であることについての立法府の判断が、その政策的、技術的な裁量の範囲を逸脱し、著しく不合理であることが明白な場合でない限り、憲法22条１項の規定に違反するものということはできない」との基準を示した。

#### 違憲性の判断
上記の枠組みを採用した上で、本判決は、あはき師法の規制の目的について、「視覚障害がある者について障害基礎年金等の一定の社会福祉施策が講じられていることを踏まえても、視覚障害がある者の保護という重要な公共の利益のため、あん摩マッサージ指圧師について一定以上の障害がある視覚障害者の職域を確保すべく、視覚障害者以外のあん摩マッサージ指圧師の増加を抑制する必要があるとすることをもって、不合理であるということはできない」と判断した。
また、その規制の手段については、以下のように指摘した。
- 「上記の抑制のため、あん摩マッサージ指圧師に係る養成施設等で視覚障害者以外の者を対象とするものについての認定又はその生徒の定員の増加の承認をしないことができるものとすることは、規制の手段として相応の合理性を有する。」
- あはき師法附則第19条は「上記養成施設等の設置又はその生徒の定員の増加を全面的に禁止するものではなく、文部科学大臣又は厚生労働大臣において、諸事情を勘案して、視覚障害者であるあん摩マッサージ指圧師の生計の維持が著しく困難とならないようにするため必要があると認めるときに限り、上記の認定又は承認をしないことができるとするものにとどまる」ものであり、「当該処分の適正さを担保するための方策も講じられている。」
- 「あん摩、マッサージ又は指圧を業としようとする視覚障害者以外の者は、既存の養成施設等において教育又は養成を受ければ、あん摩マッサージ指圧師国家試験に合格することにより、免許を受けることが可能」であって、「本件規定による上記の者の職業の自由に対する制限の程度は、限定的なものにとどまるといえる。」

これらの事実を踏まえて、本判決は、「重要な公共の利益のために必要かつ合理的な措置であることについての立法府の判断が、その政策的、技術的な裁量の範囲を逸脱し、著しく不合理であることが明白であるということはできない」として、あはき師法附則第19条が憲法第22条第1項に違反せず合憲であると判断した。

## 影響

### 規制目的二分論の限界
本事件の上告審判決と、「要指導医薬品インターネット販売制限」上告審判決とを比較した上で、本事案のような経済弱者の保護を目的とする規制（積極目的規制）と、国民の安全の保全を目的とする規制（消極目的規制）に全く同じ枠組み（合理性の基準）による違憲審査がなされたことから、これらの規制に異なる違憲審査基準を用いるべきとした規制目的二分論が放棄されたとの見解もある。